# Bildungsferne
Bildungsferne bezeichnet den Zustand, dass ein Personenkreis oder eine Bevölkerungsschicht über ein vergleichsweise geringes Maß an Bildung verfügt bzw. dass ein Personenkreis durch das Bildungssystem nicht erreicht oder von diesem ausgeschlossen wurde. Der Begriff wird teils diskriminierend verwendet und ist nicht hinreichend definiert. Das statistische Bundesamt umschreibt ihn mit „Schüler, deren Eltern maximal über einen Hauptschulabschluss verfügen“.

## Begriff
Das Statistische Bundesamt beschreibt in seinem Bericht 2013 die Begriffe „bildungsnah“ und „bildungsfern“:
Bildungsfern
„Schülerinnen und Schüler, deren Eltern maximal über einen Hauptschulabschluss verfügen“
Bildungsnah
„Schülerinnen und Schüler, von denen mindestens ein Elternteil über eine Hochschulreife verfügt“
An Bekanntheit gewann der Begriff u. a. durch die Verwendung der Begriffe „Bildungsnähe“ und „Bildungsferne“ im Zusammenhang mit den Detailauswertungen der PISA-Studien; dort wurde festgestellt, dass Kinder „bildungsferner Eltern“ durchschnittlich deutlich schlechtere Ergebnisse erzielen als Kinder von Akademikern.

## Kritik

### Diskriminierung
Die Nationale Armutskonferenz, ein Zusammenschluss der fünf großen Wohlfahrts-Verbände Deutschlands und des Gewerkschaftsbundes, bezeichnete den Begriff als diskriminierend, da er die Schuld den Betroffenen zuschiebe. Man solle lieber von „vom Bildungswesen nicht erreichten Personen“ sprechen. Sie nahm ihn 2013 in ihre Liste der „sozialen Unwörter“ auf.

### Beschönigung
Der Begriff wird im Gegensatz hierzu teilweise auch als Euphemismus wahrgenommen; aus Sicht der Kritiker solle das Wort „bildungsfern“ z. B. das Wort „ungebildet“ beschönigend ersetzen. Dadurch bekomme es zunehmend den gleichen abwertenden Inhalt (siehe Euphemismus-Tretmühle). Andere verwenden hingegen bewusst den Begriff „bildungsfern“, weil er kein absoluter Begriff ist, anders als „ungebildet“, der nicht nur unterstellt, dass die betreffenden Menschen über wenig, sondern über keinerlei Bildung verfügen.

### Falsche Raummetaphorik
Gegen den Begriff der Bildungsferne hat sich auch der Erziehungsphilosoph Roland Reichenbach verschiedentlich geäußert. Unter anderem macht er darauf aufmerksam, dass die Raummetaphorik des Adjektivs „bildungsfern“ suggeriere, dass die Nähe oder Ferne zu Bildung graduell bestimmbar sei. Zudem gibt er zu bedenken, dass Bildungsferne kein wissenschaftlicher Begriff, sondern eher eine rhetorische Diskursvokabel sei, die in politisch korrekter Weise benutzt werde: Statt von „ungebildeten“ werde einfach von „bildungsfernen“ Menschen gesprochen.